# Anne Cebula
Anne Cebula, född 3 juli 1998, är en amerikansk fäktare som tävlar i värja.

## Karriär
Vid panamerikanska mästerskapen 2024 i Lima tog Cebula brons individuellt i värja samt silver i lagtävlingen tillsammans med Margherita Guzzi Vincenti, Katharine Holmes och Hadley Husisian. Vid olympiska sommarspelen 2024 i Paris blev hon utslagen i åttondelsfinalen i värja av franska Auriane Mallo. Cebula var även en del av USA:s lag tillsammans med Margherita Guzzi Vincenti, Hadley Husisian och Katharine Holmes som slutade på sjunde plats i lagtävlingen i värja.